# Општина Кецани (Муреш)
Кецани (рум. Cheţani) општина је у Румунији у округу Муреш.
Oпштина се налази на надморској висини од 331 m.